# Río Nansa
El Nansa es un río de la vertiente cantábrica de la península ibérica, que discurre completamente dentro de Cantabria (España). Nace en la vertiente septentrional del macizo de Peña Labra a unos 1365 m s. n. m. y desemboca en el mar Cantábrico, formando la ría de Tina Menor.

## Curso
Nace al pie de Peña Labra en su vertiente septentrional, a unos 1800 metros de altura. Discurre hacia el norte en dirección al mar y en unos siete kilómetros que hay hasta Puente Pumar, localidad del valle de Polaciones, recibe varios afluentes que vienen de Peña Sagra, Collado de la Cruz de Cabezuela y Puertos de Sejos. Sigue hacia el nornoreste durante otros cinco kilómetros hasta Tudanca, pasando durante su trayecto por una garganta en Peña Bejo (o Caos de Bejo), que tiene el nombre de Estrecho de Bejo. Entre los cortes de El Potro y Peña Bejo se construyó en 1950 el embalse de La Cohilla.
Sigue formando una curva ondulada con dirección general hacia el norte durante 12 kilómetros hasta Puentenansa, durante los cuales recibe las aguas a la izquierda el río Vendul, que desciende del Cuerno de Peña Sagra; y en el mismo pueblo, por la derecha, el río Tibierga, que nace al pie del collado de monte Aa y discurre paralelo la sierra del Escudo de Cabuérniga paralelo por su vertiente sur.
Como a 4 kilómetros corta esta cadena montañosa, de nuevo en una gran cluse, siguiendo la dirección nornoroeste, unas veces en valle bastante abierto y otras cerrado entre montes hasta llegar a su desembocadura en la ría Tina Menor ya en el Cantábrico.
A unos seis kilómetros aguas abajo de Puente Nansa, y frente a la localidad de Celis, recibe por la izquierda al río Tanéa, que desciende de Peña Sagra, así como de otros de menor consideración.